# Svindinge Sogn
Svindinge Sogn ist eine Kirchspielsgemeinde (dän.: Sogn)
auf der Insel Fyn (dt.: Fünen) im südlichen Dänemark.
Bis 1970 gehörte sie zur Harde Gudme Herred im damaligen Svendborg Amt, danach zur Ørbæk Kommune im
Fyns Amt, die im Zuge der  Kommunalreform zum 1. Januar 2007 in der
Nyborg Kommune in der Region Syddanmark aufgegangen ist.
Im Kirchspiel leben 513 Einwohner, davon 282 im Kirchdorf (Stand: 1. Januar 2023).
Im Kirchspiel liegt die Kirche „Svindinge Kirke“.
Nachbargemeinden sind im Norden Ørbæk Sogn und Frørup Sogn und im Osten Øksendrup Sogn und Langå Sogn, ferner in der südlich gelegenen Svendborg Kommune Gudbjerg Sogn sowie in der westlich gelegenen Faaborg-Midtfyn Kommune Gislev Sogn.

## Persönlichkeiten
- Christian Svendsen (1890–1959), Turner